# Ayşe Romey
Ayşe Romey (* 1970 in Virginia) ist eine in den Vereinigten Staaten geborene deutsch-türkische Illustratorin und ehemalige Schauspielerin. Bekannt wurde sie 1988 als Titelheldin in Hark Bohms Film Yasemin.

## Leben
Ayşe Romey kam 1975 mit ihrer Mutter, der Umweltschützerin Birsel Lemke, aus der Türkei nach Deutschland. Mit 17 Jahren heiratete sie und lernte den Schriftsteller Maxim Biller als Freund ihres Mannes kennen. Nach dem Scheitern der Ehe war sie anderthalb Jahre mit Biller liiert.
In Hark Bohms Filmdrama Yasemin spielte sie die Titelfigur, eine junge Türkin, die sich in einen deutschen Jungen verliebt. Für ihre Leistung erhielt die damals noch jugendliche Darstellerin den Darstellernachwuchspreis beim Bayerischen Filmpreis (1989) sowie den Bundesfilmpreis 1989 als beste Nachwuchsdarstellerin.
1993 spielte sie in dem Kinofilm Das blaue Exil mit, die Verfilmung der Memoiren des türkischen Journalisten Cevat Şakir.
Romey illustrierte später unter anderem Bücher, zum Beispiel Kinder fragen, Nobelpreisträger antworten (2002). 2019 erschien von ihr ein Bilderbuch für Kinder: Peri und Jin – ein Glückstag.

## Esra-Kontroverse
Die Verbreitung des Schlüsselromans Esra (2003) von Maxim Biller wurde auf Antrag von Romey und ihrer Mutter gerichtlich untersagt, weil er Persönlichkeitsrechte von Romey „schwerwiegend“ verletzt hatte. Am 13. Februar 2008 verurteilte das Landgericht München I den Autor und den Verlag Kiepenheuer & Witsch, bei dem das Buch erschienen war, zur Zahlung von 50.000 Euro Entschädigung an seine frühere Freundin. Diese Entscheidung wurde im November 2009 durch den BGH aufgehoben. Demzufolge bleibt das Buch zwar verboten, aber der Autor und der Verlag müssen kein Schmerzensgeld zahlen.

## Filmografie (Auswahl)
- 1988: Yasemin (Buch und Regie: Hark Bohm)
- 1993: Das blaue Exil
- 1994: Der Gletscherclan